# Kuwait SC
Kuwait Sporting Club is een Koeweitse voetbalclub uit de hoofdstad Koeweit, die in oktober 1960 werd opgericht. Het is een van de meest succesvolle clubs van het land. Het stadion van de club is de op vijf na grootste van het land en heeft een capaciteit van 18.500 toeschouwers.

## Geschiedenis
Kuwait SC werd als een van de eerste voetbalclubs in Koeweit opgericht in het najaar van 1960. Het daaropvolgende jaar speelde de club zijn eerste wedstrijden op officieel competitieniveau in de Koeweitse Premier League. In het seizoen 1964/65 eindigde Kuwait voor het eerst als landskampioen. Het was de vierde jaargang van de nog nieuwe competitie: de eerdere drie edities waren gewonnen door Al-Arabi. In de competitie, gespeeld tussen zes clubs, won Kuwait zeven van de tien wedstrijden en speelde het drie keer gelijk. Met een ongeslagen status – en een doelsaldo van 44 doelpunten vóór, negen tegen – bleef het Qadsia SC voor. In 1979 sloot Kuwait SC voor de zesde maal de Koeweitse competitie als nummer één af, op dat moment evenveel als Al-Arabi en Qadsia. In 1981 was Al-Salmiya SC de eerste club die het naast deze drie presteerde de landstitel te winnen. In 1976 won Kuwait voor de eerste maal de Koeweitse voetbalbeker; in de daaropvolgende vier jaar werd het bekertoernooi nog vier keer gewonnen. De bekerwinst in 2014 was voor Kuwait de tiende eindzege in dit nationale toernooi. In 2009 won Qadsia zijn eerste grote internationale titel: in oktober versloeg het in de finale van de AFC Cup het Syrische Al-Karamah. Het was tevens de eerste internationale clubtitel voor een club uit Koeweit.

## Erelijst
- Landskampioen

1964–65, 1967–68, 1971–72, 1973–74, 1976–77, 1978–79, 2000–01, 2005–06, 2006–07, 2007–08, 2012–13, 2014–15, 2016/17, 2017/18, 2018/19, 2021/22, 2022/23, 2023/24
- Bekertoernooi

1976, 1977, 1978, 1980, 1985, 1987, 1988, 2002, 2009, 2014
- Supercup

2010
- AFC Cup

2009, 2012, 2013

## Eindklasseringen
| Seizoen | № | Clubs | Divisie        | WG | W  | G | V | Saldo | Punten | Tsch |
| ------- | - | ----- | -------------- | -- | -- | - | - | ----- | ------ | ---- |
| 2004/05 | 2 | 14    | Premier League | 13 | 10 | 1 | 2 | 33–10 | 31     |      |
| 2005/06 |   | 14    | Premier League | 26 | 21 | 3 | 2 | 63–10 | 66     |      |
| 2006/07 |   | 8     | Premier League | 14 | 10 | 2 | 2 | 23–8  | 32     |      |
| 2007/08 |   | 9     | Premier League | 16 | 11 | 2 | 3 | 25–10 | 35     |      |
| 2008/09 | 3 | 8     | Premier League | 21 | 10 | 5 | 6 | 34–23 | 35     |      |
| 2009/10 | 2 | 8     | Premier League | 21 | 14 | 4 | 3 | 42–16 | 46     |      |
| 2010/11 | 2 | 8     | Premier League | 21 | 14 | 5 | 2 | 46–17 | 47     |      |
| 2011/12 | 2 | 8     | Premier League | 21 | 11 | 7 | 3 | 29–19 | 40     |      |
| 2012/13 |   | 8     | Premier League | 21 | 16 | 5 | 0 | 54–13 | 53     |      |
| 2013/14 | 2 | 14    | Premier League | 26 | 20 | 4 | 2 | 67–19 | 64     |      |
| 2014/15 |   | 14    | Premier League | 26 | 20 | 6 | 0 | 69–12 | 66     |      |
| 2015/16 | 3 | 13    | Premier League | 24 | 17 | 5 | 2 | 54–16 | 56     |      |

## Trainer-coaches
- Allan Jones (1987–1989)

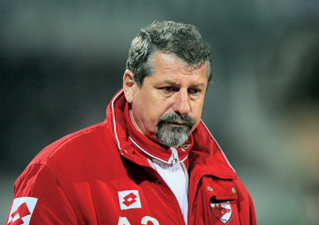
De Roemeen Ion leidde Kuwait SC naar een landstitel en twee continentale prijzen (2012–2014).

- John Cartwright (1989–1996)
- Oleh Bazylevych (1996)
- Slobodan Pavković (1996–1997)
- Rainer Bonhof (2001–2002)
- Ján Pivarník (2002–2003)
- Saleh Zakaria (2003)
- Giba (2003–2004)
- Saleh Zakaria (2004)
- Mohamed Abdullah (2004–2005)
- Theo Bücker (2005)
- Rodion Gačanin (2005–2006)
- Mohamed Abdullah (2006)
- Willem Leushuis (2006–2007)
- Mohamed Abdullah (2007)
- Rodion Gačanin (2007–2008)
- Radmilo Ivančević (2008)
- Laurent Banide (2008–2009)
- Néstor Clausen (2009)
- Mohamed Abdullah (2009–2010)
- Arthur Bernardes (2010)
- Mohamed Abdullah (2010)
- José Romão (2010–2011)
- Dragan Talajić (2011–2012)
- Marin Ion (2012–2014)
- Aziz Hamada (2014)
- Mohammed Ebrahim Hajeyah (2014–2016)
- Laurent Banide (2016–2017)
- Abdullah Abu Zema (2017-2018)
- Mohamed Abdullah (2018)
- Hussam Al Sayed (2019)
- Ruud Krol (2020)
- Mohamed Abdullah (2020-2021)
- Carlos González Juárez (2021)
- Fathi Al-Jabal (2021)
- Nabil Maaloul (2021-2022)
- Rodion Gačanin (2022)
- Ali Ashoor (2022-2023)
- Boris Bunjak (2023)
- Nabil Maaloul (2023-2024)
- Nebojša Jovović (2024-)

## Bekende spelers
- Mohamed Armoumen (2005–2007)
- Jarah Al-Ateeqi (2002–)
- Fahad Al-Enezi (2012–)
- Reza Ghoochannejhad (2014–2015)
- Denis Marques (2003–2004)
- Javad Nekounam (2014–)
- Somália (2003)
- Yaqoub Al-Taher (2003–)
- Rodrigo Vergilio (2009–2011)

## Kampioensteams
- 2012 — Musab Al-Kanderi, Fahad Awadh, Hussain Ali Baba, Sami Al-Sanea, Chadi Hammami, Hussain Hakem, Sherida Khaled, Fahad Al-Enezi, Issam Jemâa, Rogerinho, Waleed Ali. Trainer-coach: Marin Ion.
- 2013 — Musab Al-Kanderi, Yaqoub Al-Taher, Fahad Awadh, Jarah Al-Ateeqi, Hussain Ali Baba, Chadi Hammami, Hussain Hakem, Fahad Hamoud, Issam Jemâa, Rogerinho, Waleed Ali. Trainer-coach: Marin Ion.